# Willibald-Pirckheimer-Medaille
Die Willibald-Pirckheimer-Medaille war ein Preis für Verdienste um Kultur und Literatur, der 1955 von dem Nürnberger Buchhändler, Verleger und Autor Karl Borromäus Glock (1905–1985) gestiftet wurde. 
Die Medaille ist nach dem deutschen Humanisten Willibald Pirckheimer benannt, um dessen Erforschung sich Glock auch als Autor und Herausgeber verdient gemacht hat. Die Medaille wurde meist im zweijährlichen Turnus vergeben, durch das Willibald-Pirckheimer-Kuratorium, dem neben dem Stifter und ehemaligen Preisträgern auch weitere Personen des Kulturlebens wie Leo Weismantel, Friedrich Wilhelm Foerster, Erich Przywara und Reinhold Schneider angehörten. Das Kuratorium tagte seit 1958 in dem von Glock erworbenen und renovierten Gelben Schloss in Heroldsberg, in dessen Festsaal auch die Preisverleihungen stattfanden.

## Preisträger
- 1955: Friedrich Heer
- 1956: Inge Meidinger-Geise, Franz Schnabel
- 1958: Carl Jacob Burckhardt, Heimito von Doderer, Albrecht Goes
- 1960: Ilse Langner, Sigismund von Radecki,[1] Max Rychner
- 1962: Jeannie Ebner
- 1962: Wilhelm Röpke[2]
- 1963: Herbert Meier
- 1964: Max Brod
- 1966: Rolf Bongs
- 1972: Christoph von Imhoff[3]